# Marco Berra
Pietro Marco Giulio Berra (* 24. Oktober 1784 in Campagna; † 18. Mai 1853 in Prag) war ein in Prag wirkender italienischer Musikverleger.

## Leben
Berra arbeitete zunächst im Wiener Musikverlag Artaria, bevor er 1811 sein eigenes Verlagshaus in Prag gründete. Neben Notendrucken verkaufte er hier auch Musikinstrumente, Lithographien und Ölgemälde, zudem betrieb er seit 1835 einen Notenverleih bis nach Italien, Frankreich, England, Deutschland und Russland.
Das Publikationsverzeichnis seines Verlages umfasst 1380 nummerierte Titel, wobei ein Schwerpunkt auf Liedern und Werken für Gitarre und Klavier lag. Er verlegte Kompositionen international berühmter Komponisten wie Gioachino Rossini, Johann Sebastian Bach, Gaetano Donizetti, Daniel-François-Esprit Auber, Carl Maria von Weber, Vincenzo Bellini, Wolfgang Amadeus Mozart und Ludwig van Beethoven, veröffentlichte aber auch Werke zahlreicher böhmischer Komponisten wie Václav Jan Křtitel Tomášek, Jan Bedřich Kittl, František Max Kníže, Joseph Labitzky, František Matěj Hilmar, Johann Wenzel Kalliwoda, Antonín Emil Tittl, František Škroup, Jan August Vitásek, Robert Führer, Josef Seger, Jan Pavel Martinovský und Johann Joseph Rössler.
Sammlungen zeitgenössischer Tanzmusik veröffentlichte Berra in den Bänden Prager Lieblings-Galloppen und Prager Lieblings-Polkas, eine Sammlung von Orgelwerken erschien in der Reihe Museum für Orgelspieler. 1855 publizierte er einige der frühesten Kompositionen Bedřich Smetanas. Da sein Schwiegersohn Jan Hoffmann 1841 einen konkurrierenden Verlag in Prag gegründet hatte, bestimmte Berra, dass sein Unternehmen nach seinem Tod verkauft werden solle. Es wurde vom Verlag Christoph & Kuhé gekauft und ging nach dessen Auflösung in den 1880er Jahren im Verlag Jaromír Hoffmanns auf.